# Cuộc nổi dậy tháng 9
Cuộc nổi dậy tháng 9 (tiếng Bulgaria: Септемврийско въстание, Septemvriysko vastanie) là một cuộc nổi dậy của phe cộng sản năm 1923 ở Bulgaria. Đảng Cộng sản Bulgaria (BCP) đã cố gắng lật đổ chính phủ của Alexander Tsankov được thành lập sau cuộc đảo chính ngày 9 tháng 6.